# Ceraspis ajonjoli
Ceraspis ajonjoli es un escarabajo del orden Coleoptera del género neotropical Ceraspis que actualmente contiene 102 especies descritas que se extienden desde México hasta Argentina. En el año 2012 Luis Fernando Vallejo Espinosa, Director del Laboratorio de Entomología de la Universidad de Caldas, descubrió la especie en Fresno (Tolima, Colombia) y la nombró Ceraspis ajonjoli, haciendo referencia a la característica del dorso que parece estar cubierto por semillas de ajonjolí.

## Morfología
Los machos miden de 11.5 a 12.2 mm de largo y 5.5 a 5.6 mm de ancho. Las hembras son de mayor tamaño que los machos con una longitud de 12.6 a 13.1 mm y de 6.2 a 6.4 mm de ancho. El color de sus escamas varía entre el blanco y amarillo y, en individuos más viejos, alcanza colores como el café claro. En general, las hembras tienen el clipeo más corto, con el ápice recto, márgenes redondeados y una antena con mazo más corta, con un pronoto menos convexo. Adicionalmente, en estas las tibias y los fémures son más cortos, el diente basal un poco visible; el tarso es más corto que en el macho.

## Filogenia
La especie Ceraspis ajonjoli pertenece a la tribu Macrodactylini de la subfamilia Melolonthinae, una de las subfamilias menos conocidas del orden Coleoptera que aunque existe evidencia molecular que demuestra que es un grupo monofilético las relaciones exactas entre este grupo y las otras subfamilias (Cetoniinae, Rutelinae, y Dynastinae) de la familia Scarabaeoidea han sido poco entendidas.
La tribu Macrodactylini actualmente constituye de 46 géneros neotrópicales y 1.128 especies.

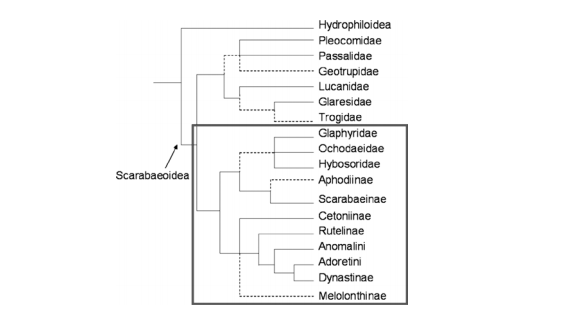
Interpretación del análisis filogenético de Scarabaeoidea realizado por Smith et al. (2006), basado en datos moleculares.

## Reproducción
La reproducción, así como en la mayoría de coleópteros, es en su mayoría sexual. La tribu Macrodactylini, a la que pertenece Ceraspis ajonjolí, se caracteriza por mostrar actividades reproductivas en épocas de lluvia. Estas actividades consisten en una serie de comportamientos de apareamiento y cortejo en el que el macho por medio de vibraciones, movimientos de cabeza, de las patas del medio, entre otros; con el propósito de que la hembra acepte ser pareja del macho para procrear. La monta no siempre significa siempre la fecundación. Hay unos estudios que señalan que los machos se pueden sentir más atraídos a las hembras vírgenes por las feromonas que estas producen.
Luego de la fecundación y la incubación de los huevos, seguirán entre dos y tres estados larvales en los que se desarrollara el individuo y sus órganos fundamentales. Las partes que se formaron primero fueron las patas, los élitros, la cabeza, el tórax y finalmente el abdomen.

## Ecología
Esta especie se encuentra en los departamentos de Caldas y Tolima en los Andes centrales de Colombia, montañas con bosques nubosos y cafeteros a altitudes entre 1.360m y 6.150m. Son fitófagos lo cual los hace muy importantes en las comunidades bióticas ya que desempeñan un papel de polinización, degradación y reciclaje de material orgánico.